# Хигасимацуяма
Хигасимацуяма (яп. 東松山市 Хигасимацуяма-си) — город в Японии, находящийся в префектуре Сайтама. Площадь города составляет 65,33 км², население — 89 908 человек (1 августа 2014), плотность населения — 1376,21 чел./км².

## Географическое положение
Город расположен на острове Хонсю в префектуре Сайтама региона Канто. С ним граничат города Кумагая, Сакадо и посёлки Кавадзима, Намегава, Хатояма, Йосими, Рандзан.

## Население
Население города составляет 89 908 человек (1 августа 2014), а плотность — 1376,21 чел./км². Изменение численности населения с 1980 по 2005 годы:
| 1980 | 63 889 чел. |  |
| 1985 | 70 426 чел. |  |
| 1990 | 84 394 чел. |  |
| 1995 | 93 342 чел. |  |
| 2000 | 92 929 чел. |  |
| 2005 | 91 302 чел. |  |

## Символика
Деревом города считается сосна, цветком — пион древовидный.

## Города-побратимы
- Неймеген, Нидерланды (1996)